# Katie Couric
Katherine Anne "Katie" Couric (Arlington, Virginia, 7 de janeiro de 1957) é uma jornalista norte-americana, atualmente trabalha na CBS Evening News e apresenta o @ katiecouric. Ela é a primeira mulher a apresentar um telejornal entre as três maiores emissoras (CBS, CNN e ABC) durante as noites nos Estados Unidos. Couric fez a transmissão ao vivo durante a apuração das eleições de 2010.

## Infância
Couric nasceu em Arlington, na Virgínia, é filha de Elinor Tullie e John Martin Couric Jr. Couric é descendente de imigrantes judeus da Alemanha.
Couric estudou nas escolas públicas Jamestown Elementary, Williamsburg Middle School, e Yorktown High School. Couric foi líder de torcida. Como estudante do ensino médio, ela foi estagiária de repórter em Washington, D.C.. Matriculou-se na Universidade da Virgínia, em 1975 participou da fraternidade Delta Delta Delta. Ela se formou em 1979 em bacharel de inglês.

## Carreira
Couric teve seu primeiro emprego na ABC News Bureau, em Washington, D.C., mais tarde foi editora da CNN. Entre 1984 e 1986, trabalhou como repórter em Miami. Antes de trabalhar na CBS trabalhou na Associated Press.

### NBC
Couric trabalhou na NBC News no ano de 1989, como correspondente no Pentágono. De 1989 a 1991, Couric substituiu Bryant Gumbel como apresentadora do jornal Today.

### CBS
Couric anunciou em 5 de abril de 2006 que estava deixando o programa Today Show. A CBS confirmou oficialmente no mesmo dia que Couric se tornaria a nova apresentadora da CBS Evening News além de contribuir e apresentar o programa 60 Minutes. A partir de então, ela  teria o mais alto salário da emissora, cerca 15 milhões por ano.
Couric fez sua primeira transmissão em 5 de setembro de 2006, em um novo estúdio, após bastante divulgação sobre sua contratação pela CBS. Embora seu trabalho na primeira semana na emissora lhe render bons índices de audiência, nas semanas seguintes, o CBS Evening News manteve-se distante da terceira colocação de audiência.
Humor
Katie Couric é satirizada no seriado South Park (Temporada 11 Episódio 9); sendo 'couric' a unidade de medida de peso para fezes humanas.